# Општина Наени (Бузау)
Наени (рум. Năeni) општина је у Румунији у округу Бузау.
Општина се налази на надморској висини од 367 m.